# Kvissel
Kvissel ist ein Ort in Norddänemark mit 347 Einwohnern, ca. zehn Kilometer westlich von Frederikshavn (Stand 1. Januar 2025) gelegen.
Der Name Kvissel stammt aus dem Altdänischen und bedeutet Vereinigung, denn die Flüsse Skærum Å und Åsted Å vereinigen sich etwa 200 Meter östlich des Ortskernes zum Elling Å.
1683 umfasste der Ort zwölf Bauernhöfe und fünf weitere Häuser. Mit Bau der Bahnstrecke Frederikshavn–Aalborg erhielt Kvissel 1877 einen Bahnhof und wuchs von da an schnell. 1900 bekam der Ort eine Volksschule. 1919 wurde die Kvissel Kirke errichtet, eine Kirche, deren Baustil den Mittelalterkirchen der Nachbarorte Elling und Skærum ähnelt.
Kvissel ist heute Vorort von Frederikshavn, das Zentrum ist in wenigen Minuten mit Regionalzügen von Kvissel erreichbar.